# Diocèse d'Uzès
Ne pas confondre avec l'actuel diocèse de Nîmes, Uzès et Alès.
Le diocèse d'Uzès (en latin : Dioecesis Uticensis) est un ancien diocèse de l'Église catholique en France. Il est un des diocèses historiques de l'ancienne province du Languedoc.

## Histoire
Le castrum/oppidum — et non la civitas — d'Uzès obtient son statut d'évêché avant 442, sur une partie du territoire de celui de Nîmes. Il est suffragant de l'archidiocèse métropolitain de Narbonne et relève de la province ecclésiastique de Narbonne. Son premier évêque connu Constance (Constantius) siège au concile de Vaison, en 442, et signe comme évêque de l'oppidum. Il faut attendre vers 553 pour que le site devienne une civitas. À cette période, la cité est aux mains des Francs ce qui leur permet de se placer à proximité de Nîmes, appartenant aux Wisigoths.
L'évêque Jean II de Saint-Gelais se convertit au protestantisme en 1566 et Uzès n'est reprise par les catholiques qu'en 1629.
La cathédrale Saint-Théodorit est détruite de 1560 à 1645. Il n'en subsiste que son campanile, la fameuse tour Fenestrelle.
Le diocèse d'Uzès est supprimé par la Constitution civile du clergé, adoptée par l'Assemblée nationale constituante le 12 juillet 1790 et sanctionnée par Louis XVI le 24 août 1790 suivant. Sa suppression n'est pas reconnue par le pape Pie VI. Mais, à la suite du Concordat de 1801, il n'est pas rétabli : par la bulle Qui Christi Domini du 29 novembre 1801, le pape Pie VII supprime le siège épiscopal et incorpore le territoire du diocèse à celui d'Avignon qui couvre alors le département du Gard et la majeure part de celui du Vaucluse. En 1822 en France, le territoire de l'ancien diocèse d'Uzès est incorporé à celui de Nîmes qui couvre depuis le département du Gard. Par un bref du 27 avril 1877, le pape Pie IX autorise l'évêque de Nîmes à relever le titre d'évêque d'Uzès.

## Territoire
Le diocèse d'Uzès confinait : au nord-est, avec celui de Mende, couvrant le Gévaudan ; au nord-ouest, avec celui de Viviers, couvrant le Vivarais ; à l'ouest, avec celui d'Avignon, élevé au rang d'archidiocèse métropolitain en 1475 ; au sud, avec l'archidiocèse métropolitain d'Arles et le diocèse de Nîmes ; et, à l'ouest, avec celui d'Alais, érigé à partir de celui de Nîmes en 1694.
À la veille de la Révolution française, le diocèse d'Uzès était divisé en neuf doyennés : Bagnols, Cornillon, Gravières, Navacelles, Remoulins, Saint-Ambroix, Sauzet, Sénéchas et Uzès.

## Évêques
- Liste des évêques d'Uzès
- Liste des évêques de Nîmes, évêques d'Uzès depuis 1877